# Wincenty Matuszek
Wincenty Matuszek (ur. 21 marca 1887 w Pszowie, zm. ?) – uczestnik powstań śląskich, przedwojenny działacz społeczny.
Aresztowany w Rydułtowach i przekazany do niemieckiego obozu koncentracyjnego KL Auschwitz, gdzie 18 grudnia 1940 został zarejestrowany jako więzień nr 7544. 16 maja 1941 został zwolniony z obozu.